# کوبنده‌دندانان
کوبنده‌دندانان(نام علمی: Coccodontidae) نام یک تیره از راسته انبوه‌دندان‌ریختان است.